# Sybra vadoni
Sybra vadoni là một loài bọ cánh cứng trong họ Cerambycidae.